# Comuna Rușii-Munți, Mureș
Rușii-Munți (în maghiară: Marosoroszfalu) este o comună în județul Mureș, Transilvania, România, formată din satele Maiorești, Morăreni, Rușii-Munți (reședința) și Sebeș.

## Demografie
Componența etnică a comunei Rușii-Munți
     Români (90,7%)
     Romi (2,63%)
     Alte etnii (0,93%)
     Necunoscută (5,75%)
Componența confesională a comunei Rușii-Munți
     Ortodocși (92,01%)
     Alte religii (1,59%)
     Necunoscută (6,4%)
Conform recensământului efectuat în 2021, populația comunei Rușii-Munți se ridică la 1.827 de locuitori, în scădere față de recensământul anterior din 2011, când fuseseră înregistrați 2.144 de locuitori. Majoritatea locuitorilor sunt români (90,7%), cu o minoritate de romi (2,63%), iar pentru 5,75% nu se cunoaște apartenența etnică. Din punct de vedere confesional, majoritatea locuitorilor sunt ortodocși (92,01%), iar pentru 6,4% nu se cunoaște apartenența confesională.

## Politică și administrație
Comuna Rușii-Munți este administrată de un primar și un consiliu local compus din 11 consilieri. Primarul, Ilie Chiș-Bălan[*], de la Partidul Social Democrat, este în funcție din octombrie 2020. Începând cu alegerile locale din 2024, consiliul local are următoarea componență pe partide politice:
|  | Partid                          | Consilieri | Componența Consiliului | Componența Consiliului | Componența Consiliului | Componența Consiliului | Componența Consiliului | Componența Consiliului | Componența Consiliului |
|  | ------------------------------- | ---------- | ---------------------- | ---------------------- | ---------------------- | ---------------------- | ---------------------- | ---------------------- | ---------------------- |
|  | Partidul Social Democrat        | 7          |                        |                        |                        |                        |                        |                        |                        |
|  | Alianța pentru Unirea Românilor | 2          |                        |                        |                        |                        |                        |                        |                        |
|  | Partidul Național Liberal       | 1          |                        |                        |                        |                        |                        |                        |                        |
|  | Blocul Suveranist Român⁠(d)      | 1          |                        |                        |                        |                        |                        |                        |                        |

## Imagini

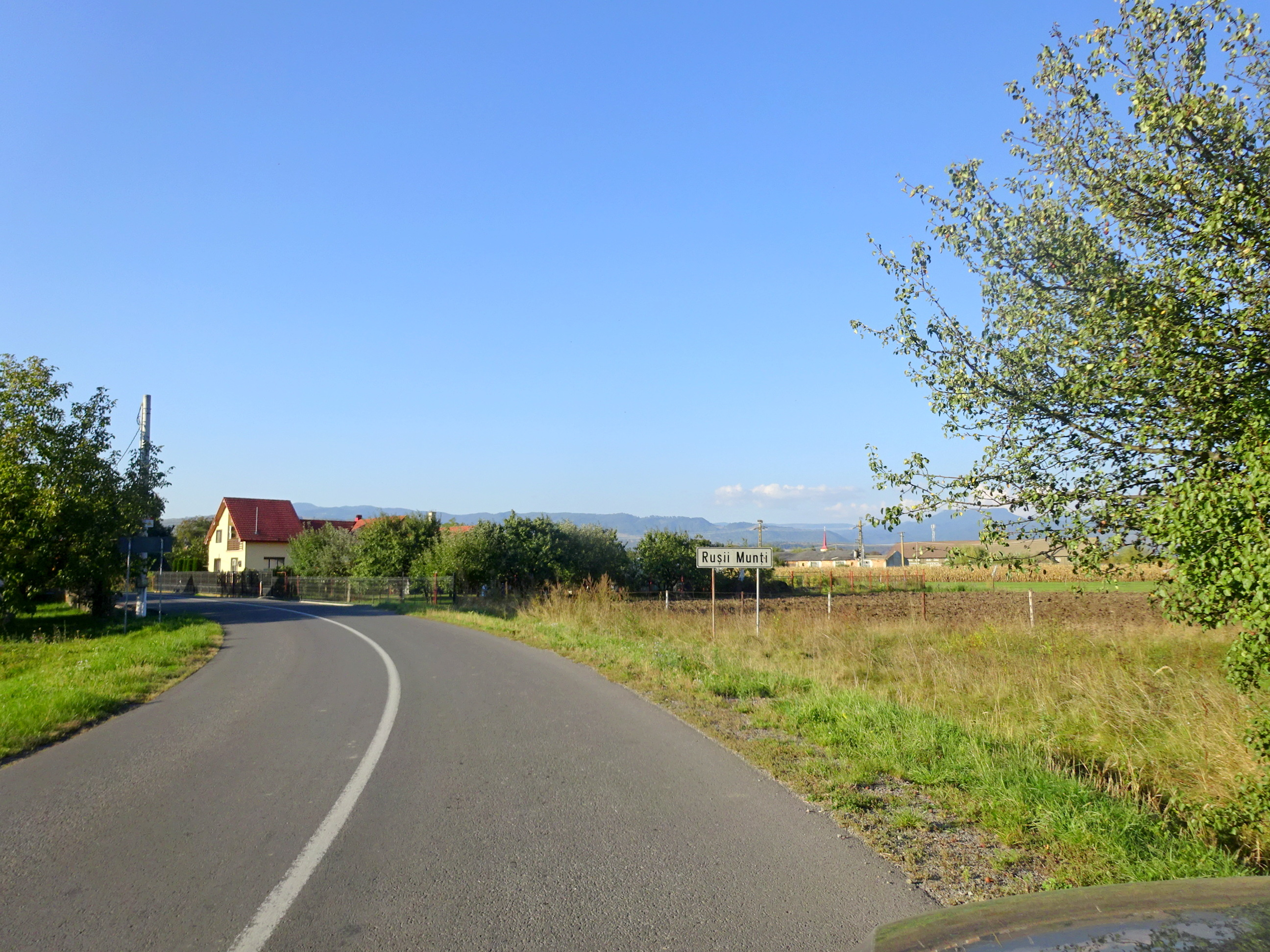
Rușii-Munți
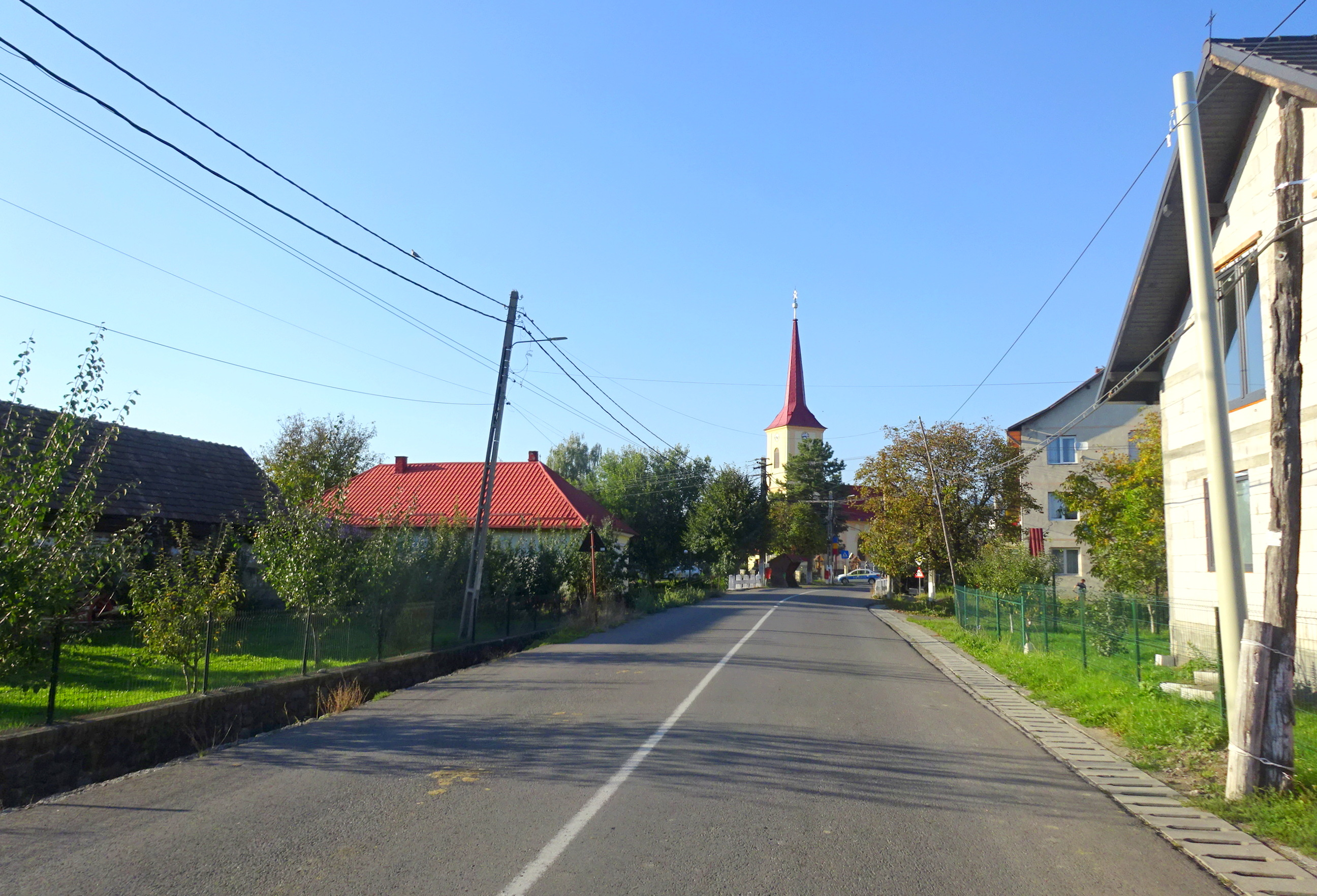
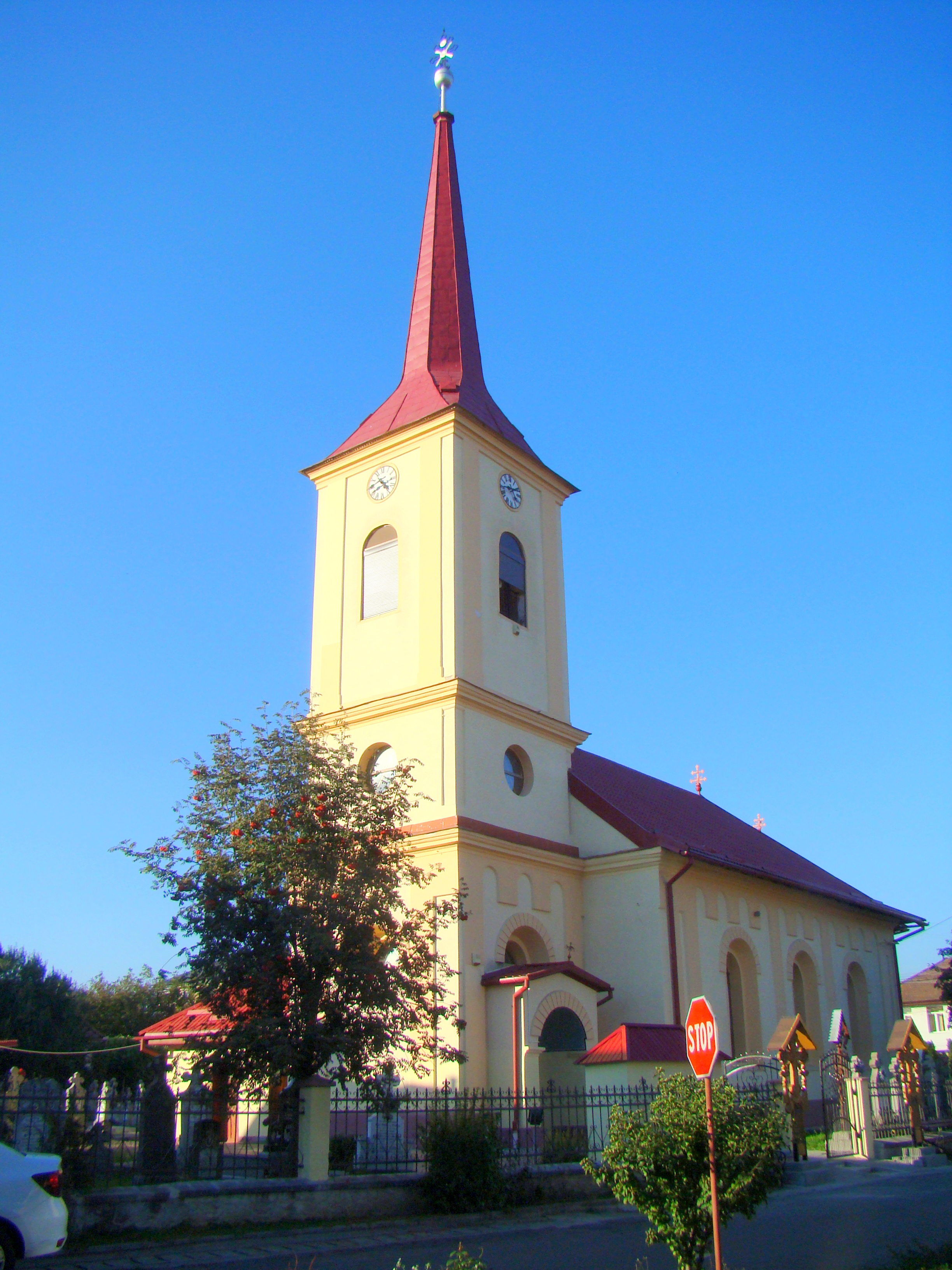
Biserica Buna Vestire din Rușii-Munți (1859)
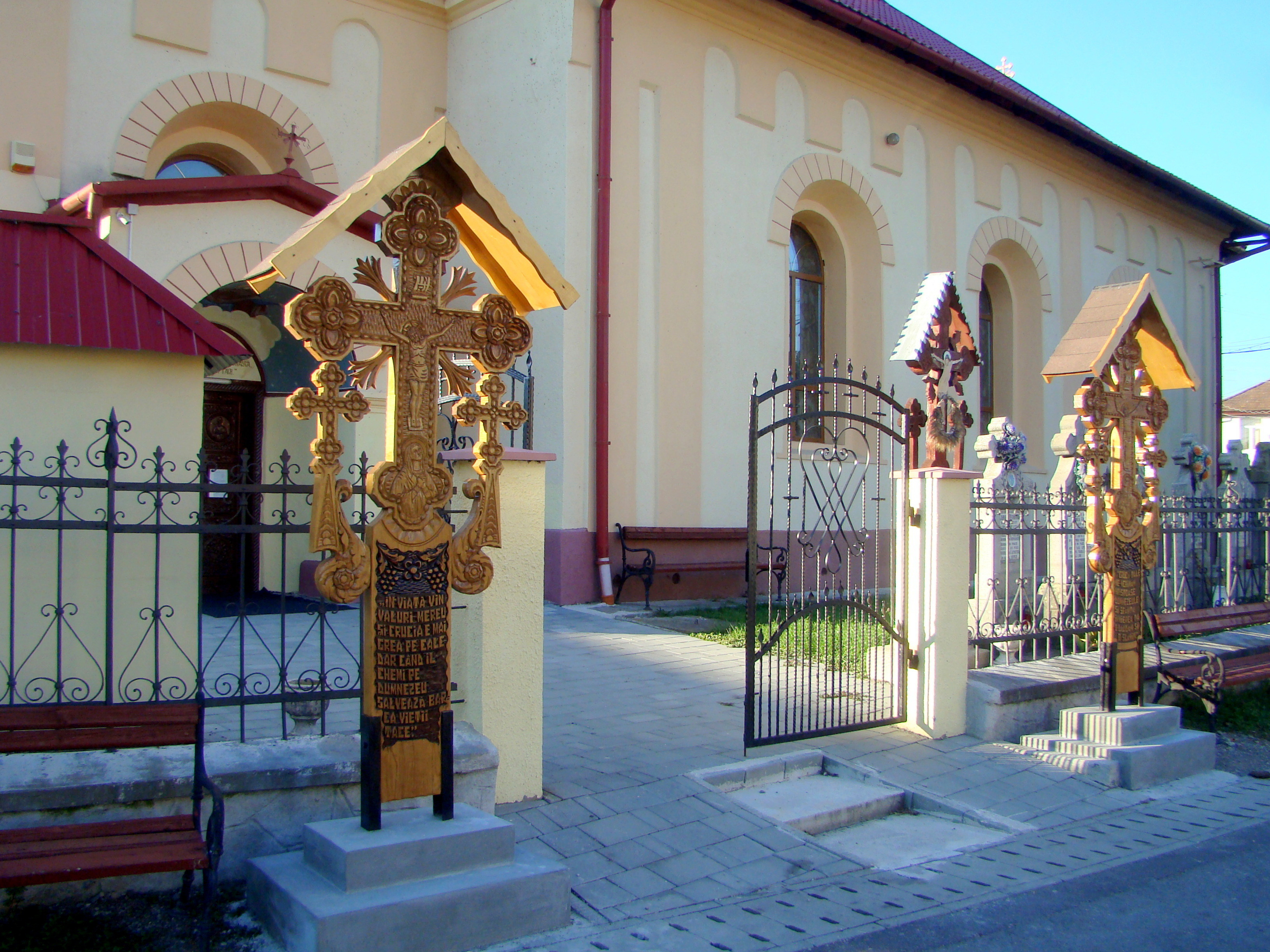
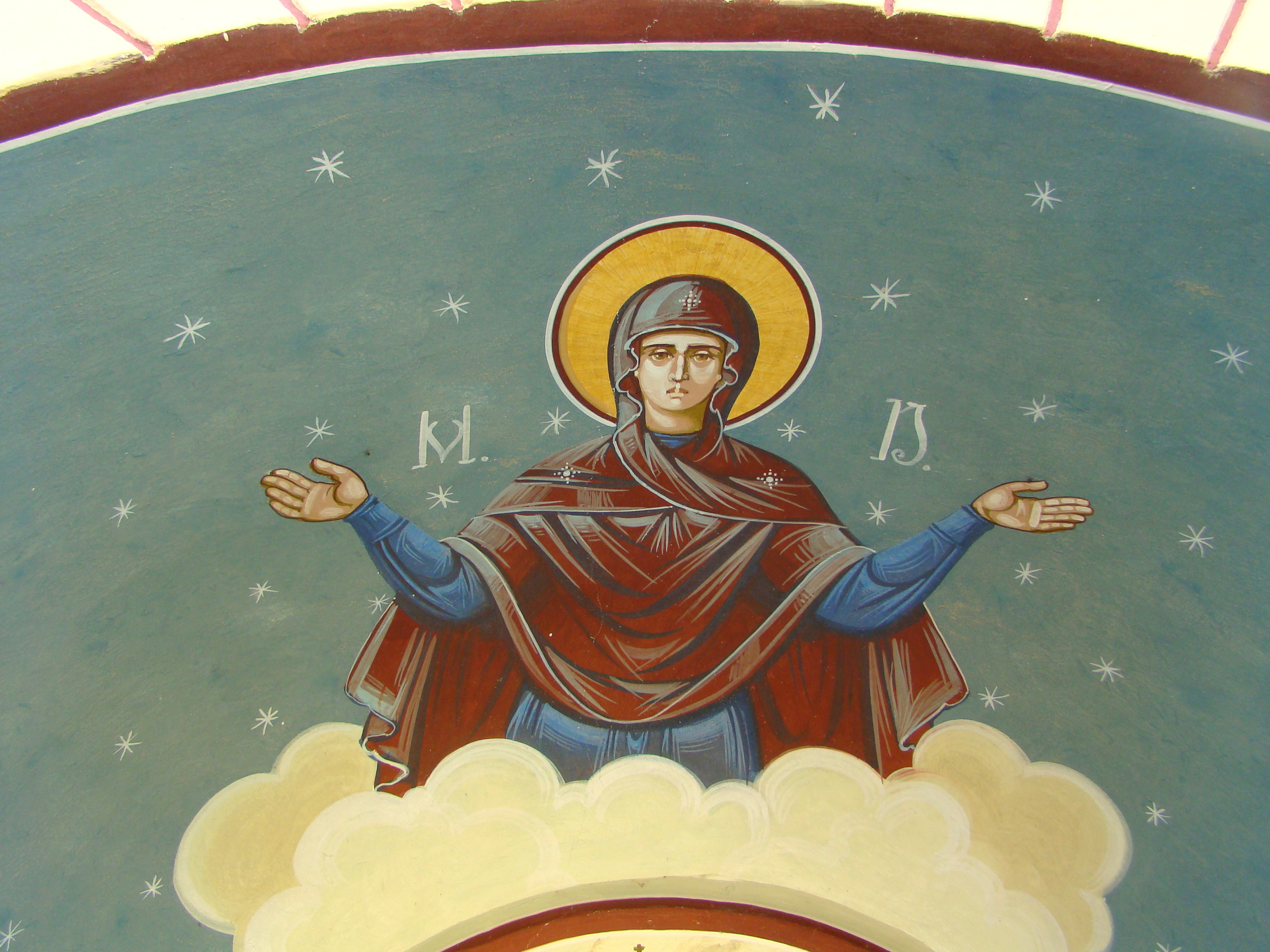
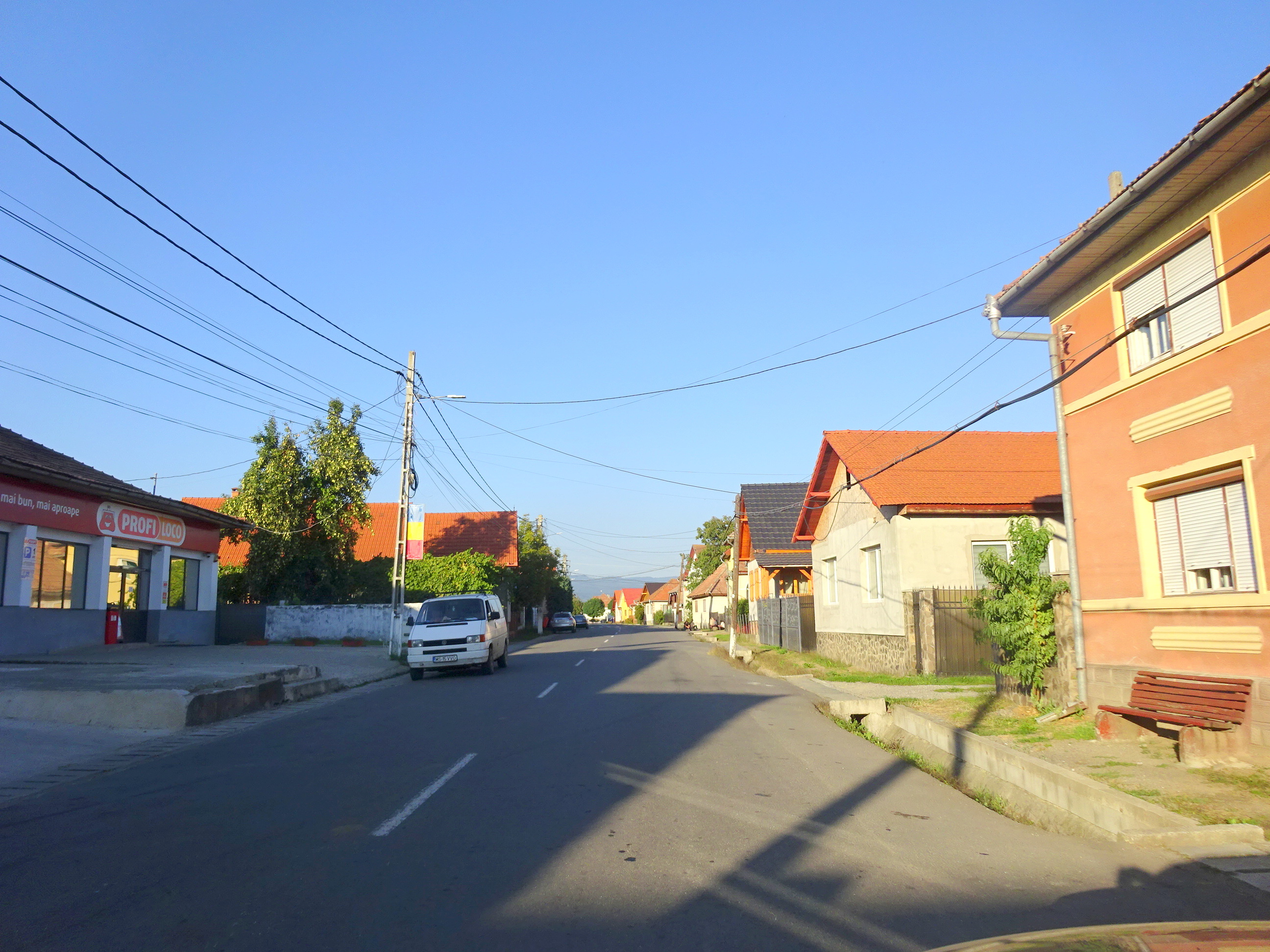
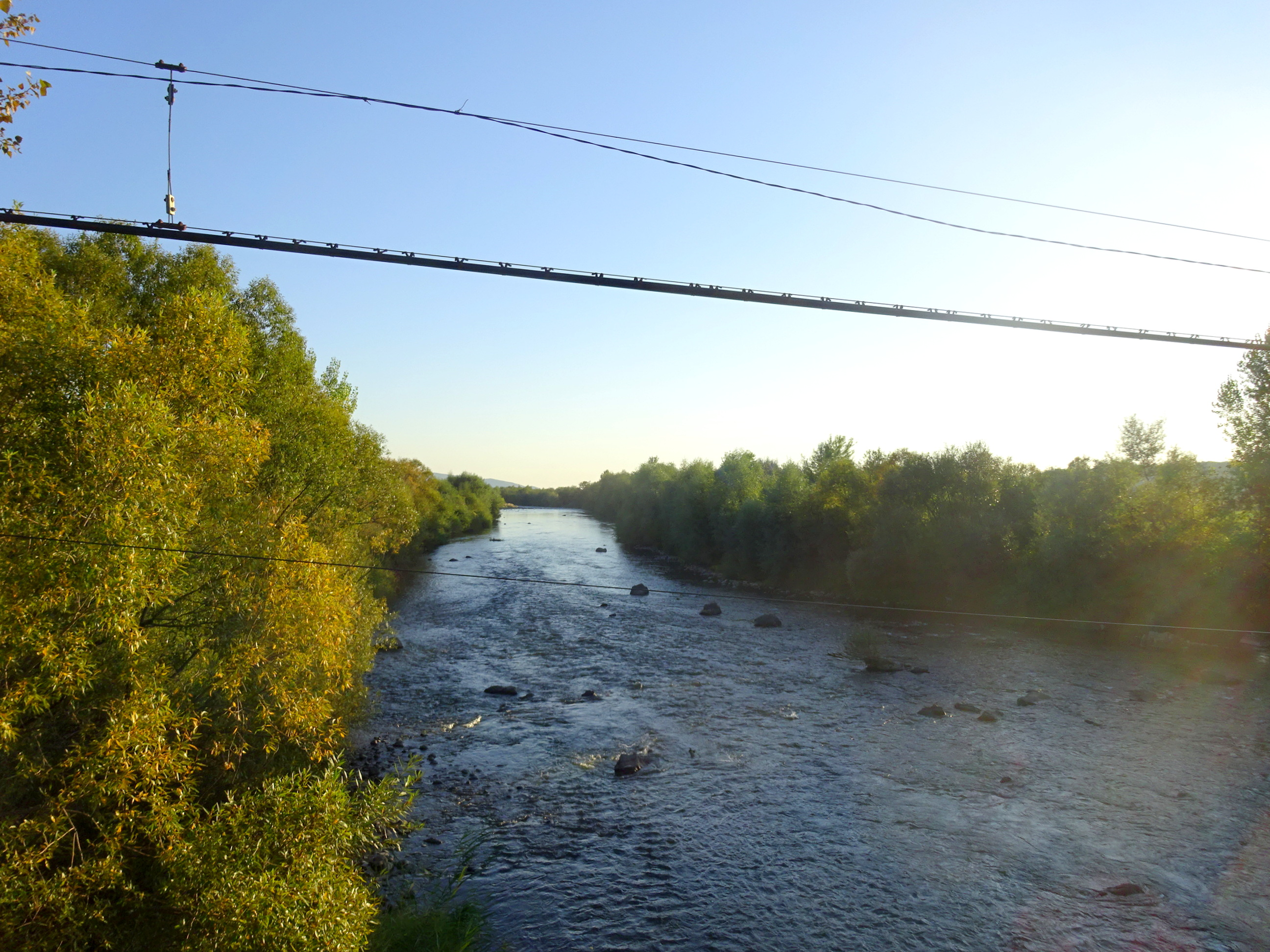
Râul Mureș la Rușii-Munți
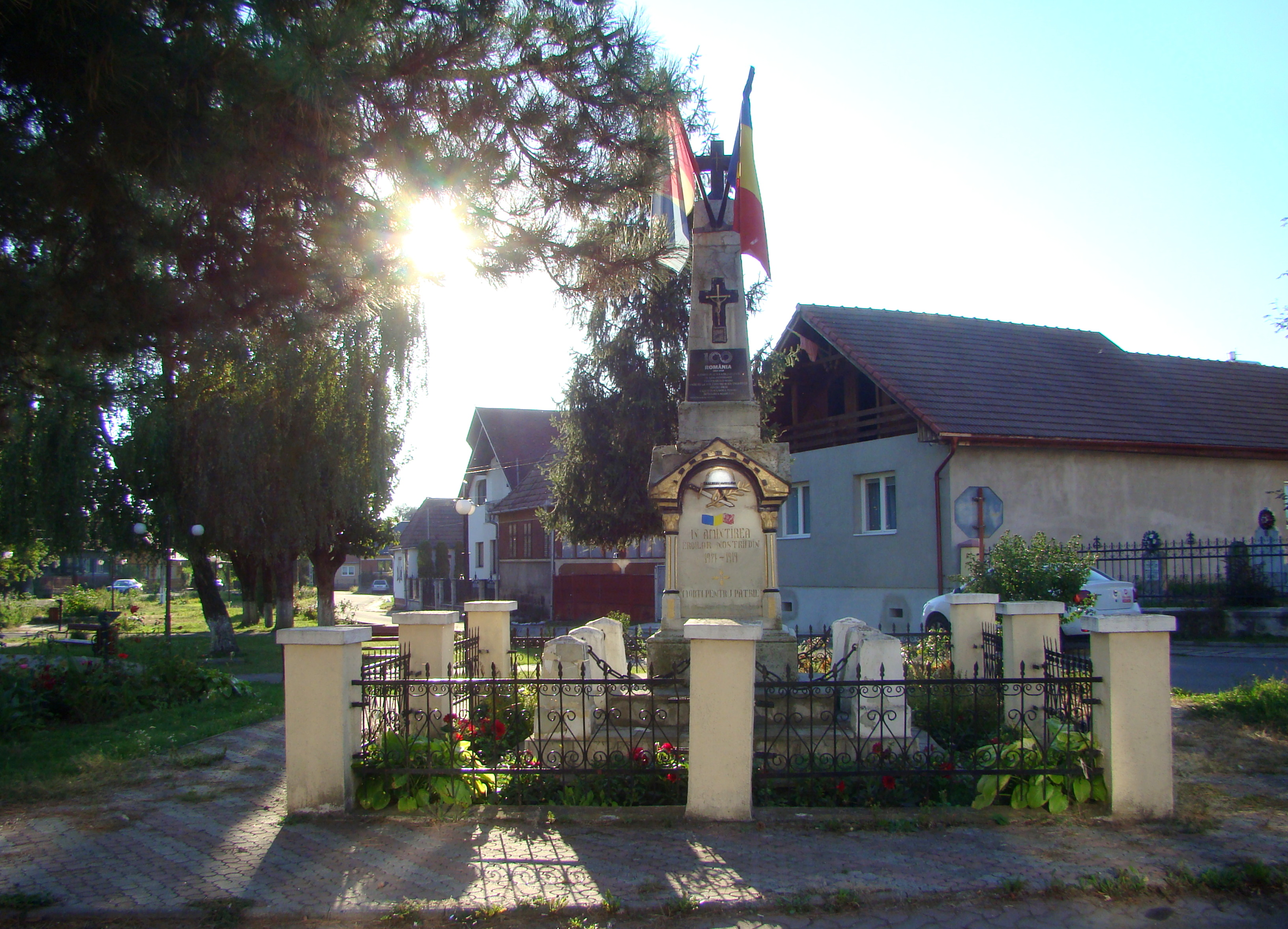
Monumentul eroilor din Rușii-Munți
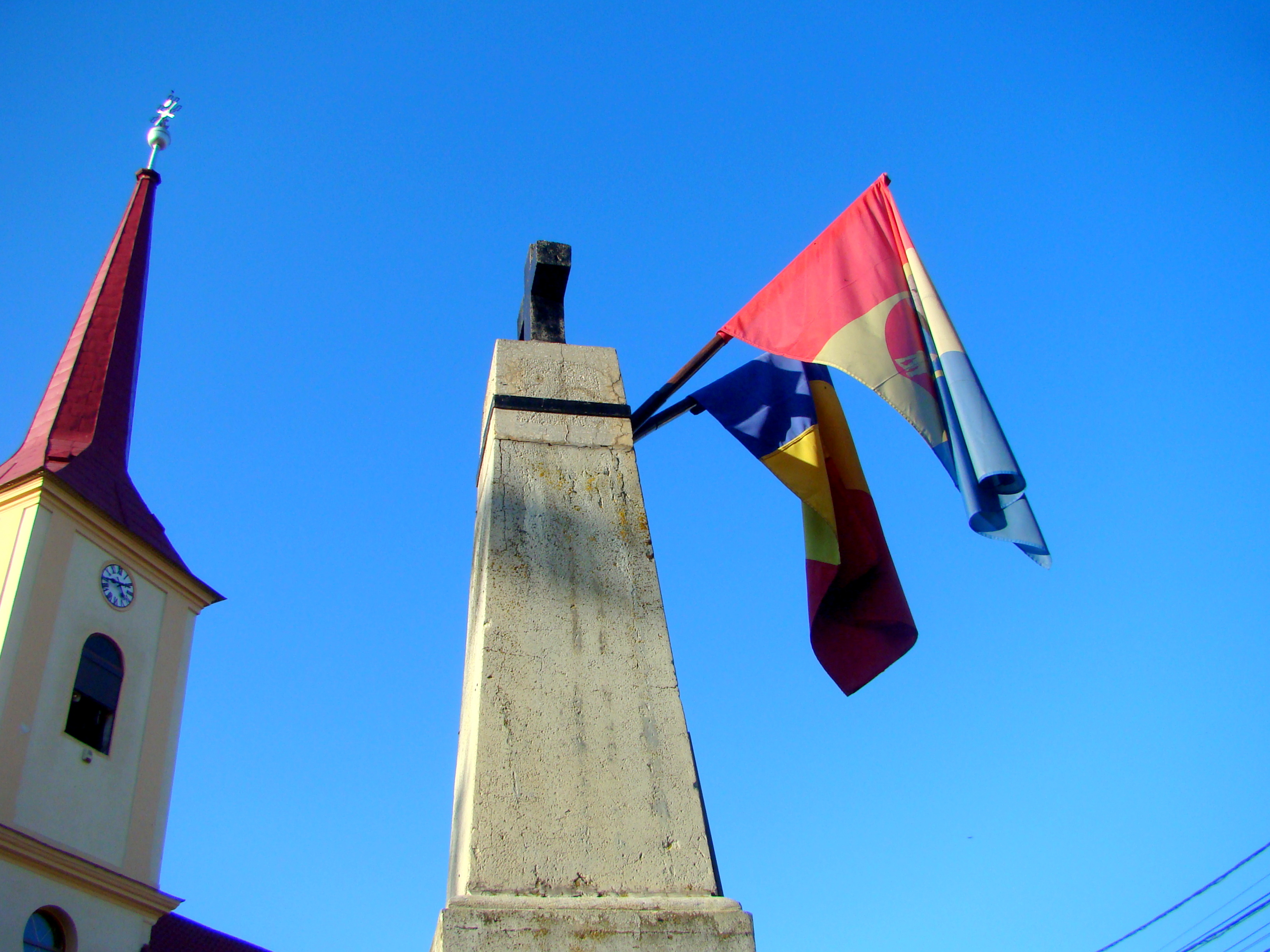
Monumentul eroilor din Rușii-Munți
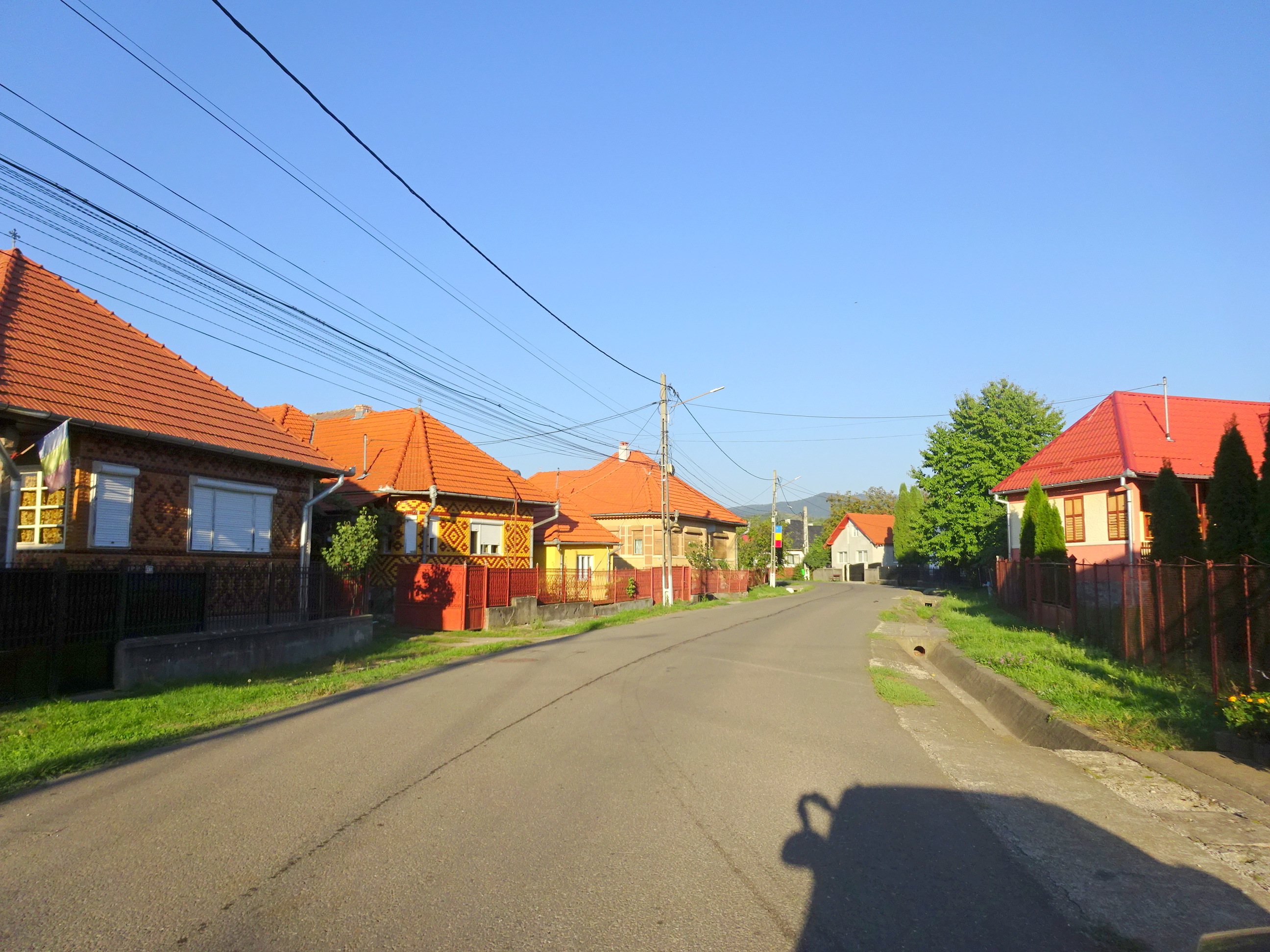
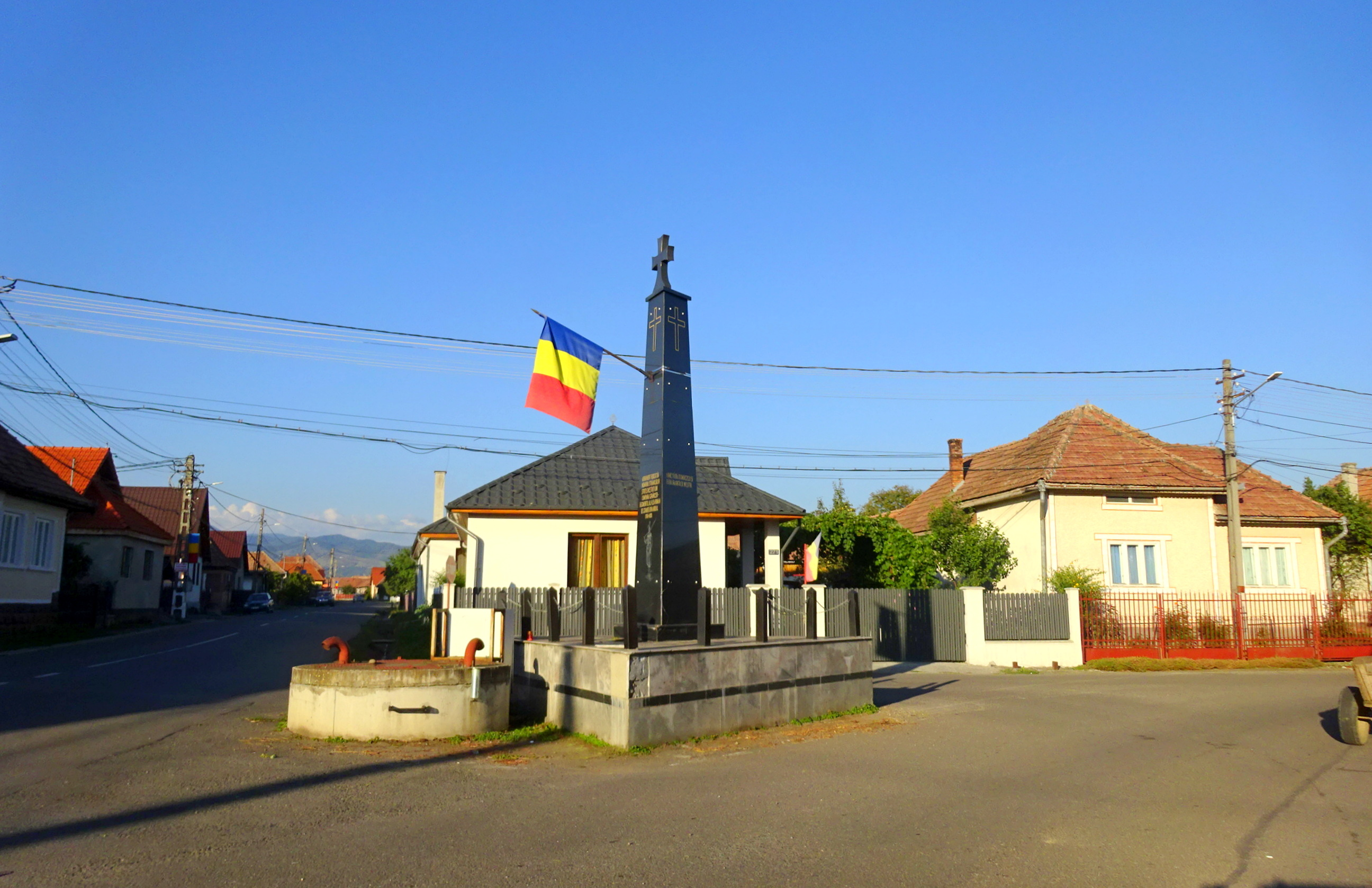
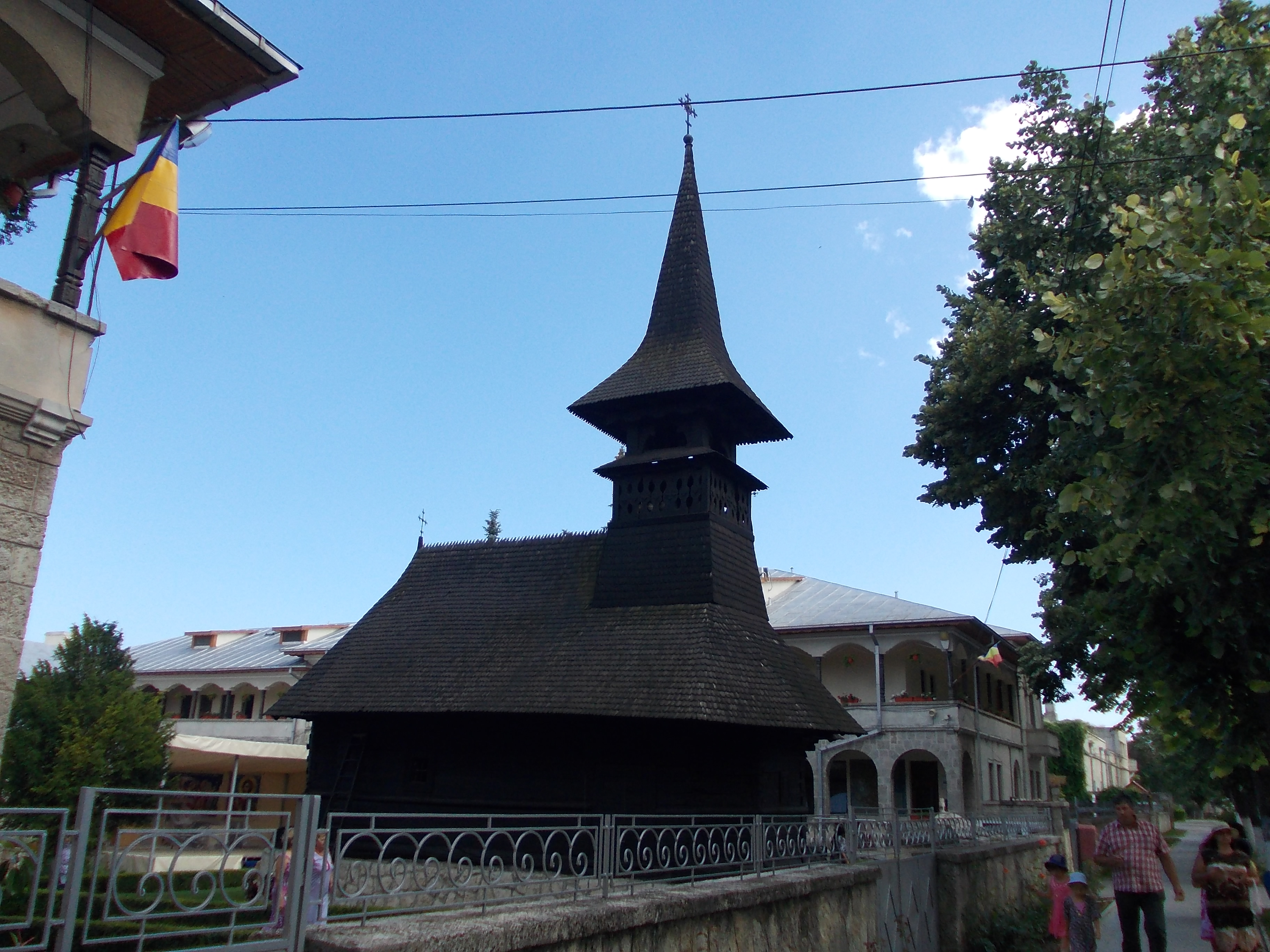
Biserica de lemn din Maiorești mutată la Techirghiol
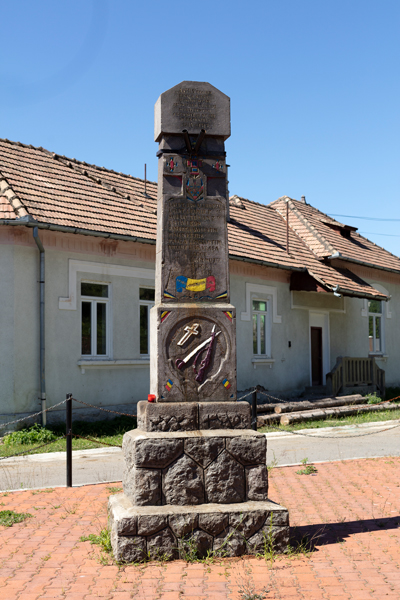
Monumentul eroilor din Maiorești
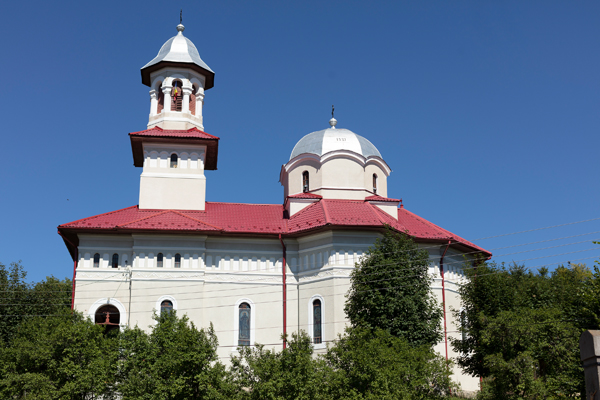
Biserica ortodoxă din Maiorești
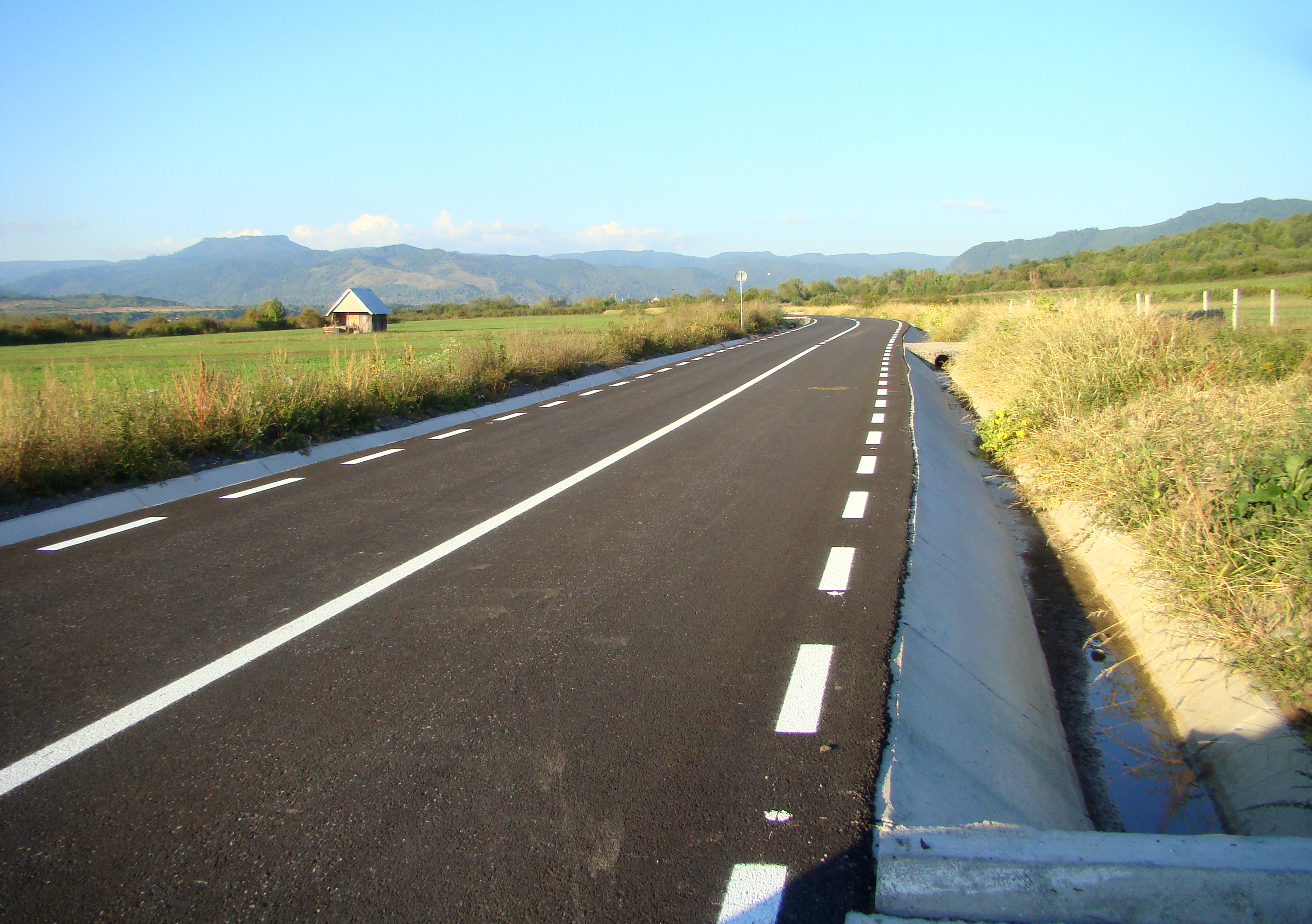
Drumul spre satul Sebeș
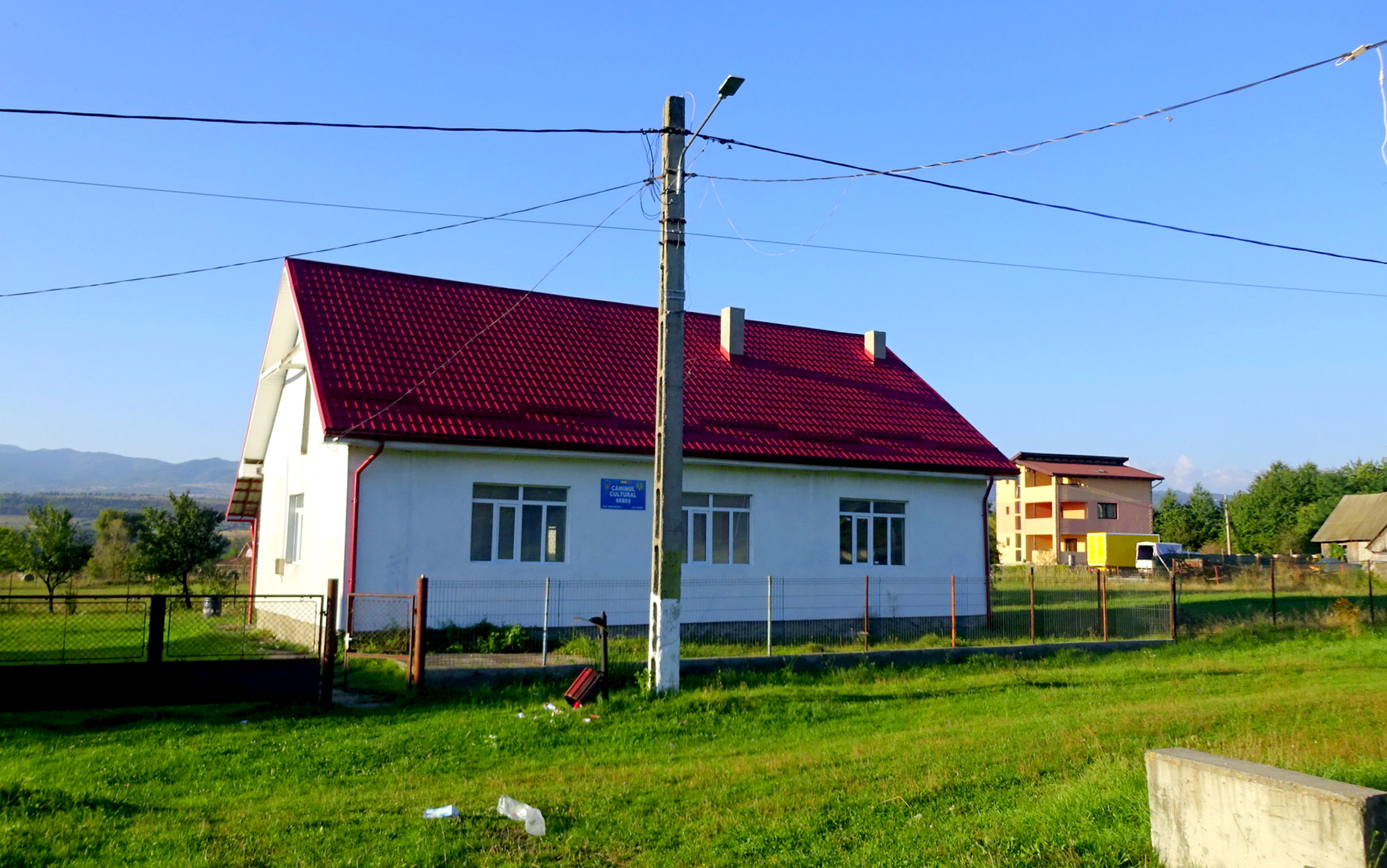
Căminul cultural
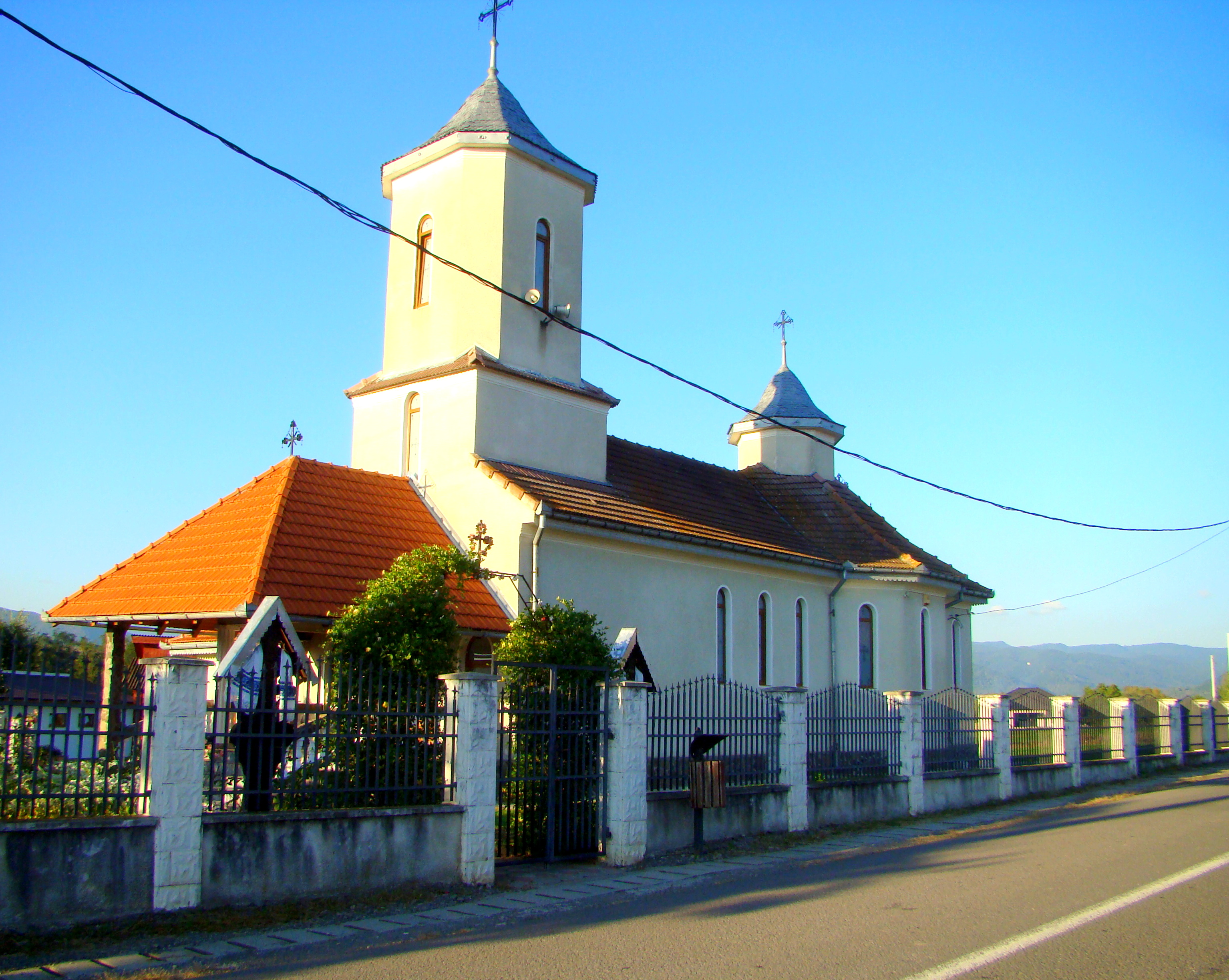
Biserica ortodoxă din satul Sebeș